# Industry (Fernsehserie)
Industry ist eine britisch-US-amerikanische Fernsehserie mit Myha’la Herrold und Marisa Abela in den Hauptrollen. Als Showrunner und Drehbuchautoren fungieren Mickey Down und Konrad Kay.

## Handlung
Im Zentrum der Geschichte steht eine Gruppe junger Investmentbanker, die ihre Berufslaufbahn bei dem britischen Finanzunternehmen Pierpoint & Co. in London starten. Diese müssen sich intern gegen die Kollegen beweisen, da nur die Hälfte der Anwärter eine Festanstellung bekommt.
Unter den Berufseinsteigern befindet sich die aus New York stammende Harper Stern, die für den Job nach London übersiedelt und bezüglich ihres Universitätsabschlusses geschwindelt hatte. Außerdem die aus reichem Haus stammende Yasmin Kara-Hanani sowie die beiden Kumpel Robert Spearing und Gus Sackey.
Zum Team zählen außerdem Daria Greenock, Vice President of Cross Product Sales, sowie Research Analyst Theo Tuck; Managing Director of Cross Product Sales ist Eric Tao.

## Besetzung und Synchronisation
Die deutschsprachige Synchronisation übernahm die Arena Synchron. Dialogregie führte Timmo Niesner.
| Rolle               | Darsteller        | Synchronsprecher  |
| ------------------- | ----------------- | ----------------- |
| Harper Stern        | Myha’la Herrold   | Lea Kalbhenn      |
| Yasmin Kara-Hanani  | Marisa Abela      | Yvonne Greitzke   |
| Gus Sackey          | David Jonsson     | Florian Clyde     |
| Robert Spearing     | Harry Lawtey      | Jeremias Koschorz |
| Kenny Kilbane       | Conor MacNeill    | Leonhard Mahlich  |
| Daria Greenock      | Freya Mavor       | Lara Trautmann    |
| Theo Tuck           | Will Tudor        | Patrick Keller    |
| Eric Tao            | Ken Leung         | Alexander Doering |
| Hari Dhar           | Nabhaan Rizwan    | Max Felder        |
| Jackie Walsh        | Caoilfhionn Dunne | Andrea Cleven     |
| Greg Grayson        | Ben Lloyd-Hughes  | Manuel Straube    |
| Clement Cowan       | Derek Riddell     | Marcus Off        |
| Candace Allbright   | Alexandra Moen    | Susanne Geier     |
| Justin Klineman     | Joshua James      | Rainer Fritzsche  |
| Laurence Postelwite | Stewart Scudamore | Martin Schubach   |
| Olivia Fletcher     | Clea Martin       | Jelena Baack      |
| Rocco Carbone       | Nicolo Pasetti    | Nicolo Pasetti    |
| Nicole Craig        | Sarah Parish      | Sabine Falkenberg |

## Veröffentlichung
Die Serie wird seit dem 9. November 2020 auf HBO, seit dem 10. November 2020 auf BBC Two und in Deutschland seit dem 30. Dezember 2020 auf Sky Atlantic veröffentlicht.
Die Serie wurde um eine zweite und dritte Staffel verlängert, die Besetzung wurde um Jay Duplass, Sonny Poon Tip, Katrine De Candole, Alex Alomar Akpobome und Adam Levy erweitert. Die zweite Staffel wurde ab dem 1. August 2022 auf HBO erstmals ausgestrahlt, in Deutschland wurde diese ab dem 4. November 2022 auf Sky Atlantic gezeigt.
Die Erstausstrahlung der achtteiligen dritten Staffel erfolgt seit dem 11. August 2024 auf HBO. Die deutschsprachige Erstausstrahlung der dritten Staffel ist ab dem 30. Oktober 2024 bei Sky Atlantic und WOW, Sky Q und Sky Go vorgesehen.
Im September 2024 wurde die Verlängerung um eine vierte Staffel bekanntgegeben. Als neue Darsteller wurden Kiernan Shipka, Jack Farthing, Toheeb Jimoh und Amy James-Kelly und Max Minghella sowie Kal Penn, Charlie Heaton und Claire Forlani verpflichtet.

## Episodenliste

### Staffel 1
| Nr. (ges.) | Nr. (St.) | Deutscher Titel            | Originaltitel       | Erstausstrahlung USA | Deutschsprachige Erstausstrahlung (D) | Regie          | Drehbuch                               |
| ---------- | --------- | -------------------------- | ------------------- | -------------------- | ------------------------------------- | -------------- | -------------------------------------- |
| 1          | 1         | Leistungsdruck             | Induction           | 9. Nov. 2020         | 30. Dez. 2020                         | Lena Dunham    | Mickey Down, Konrad Kay                |
| 2          | 2         | Wohnungssuche              | Quiet and Nice      | 16. Nov. 2020        | 30. Dez. 2020                         | Tinge Krishnan | Mickey Down, Konrad Kay                |
| 3          | 3         | Notting Hill               | Notting Hill        | 23. Nov. 2020        | 6. Jan. 2021                          | Tinge Krishnan | Sam H. Freeman                         |
| 4          | 4         | Buchungsfehler             | Sesh                | 30. Nov. 2020        | 6. Jan. 2021                          | Ed Lilly       | Mickey Down, Konrad Kay                |
| 5          | 5         | Arbeitsklima               | Learned Behaviour   | 7. Dez. 2020         | 13. Jan. 2021                         | Ed Lilly       | Mickey Down, Konrad Kay                |
| 6          | 6         | Weihnachtsfeier            | Nutcracker          | 14. Dez. 2020        | 13. Jan. 2021                         | Tinge Krishnan | Kate Verghese, Mickey Down, Konrad Kay |
| 7          | 7         | Verschwiegenheitserklärung | Pre-Crisis Activity | 21. Dez. 2020        | 20. Jan. 2021                         | Mary Nighy     | Mickey Down, Konrad Kay                |
| 8          | 8         | Präsentation               | Reduction in Force  | 21. Dez. 2020        | 20. Jan. 2021                         | Ed Lilly       | Mickey Down, Konrad Kay                |

### Staffel 2
| Nr. (ges.) | Nr. (St.) | Deutscher Titel   | Originaltitel              | Erstausstrahlung USA | Deutschsprachige Erstausstrahlung (D) | Regie             | Drehbuch                |
| ---------- | --------- | ----------------- | -------------------------- | -------------------- | ------------------------------------- | ----------------- | ----------------------- |
| 9          | 1         | Alles auf Anfang  | Daddy                      | 1. Aug. 2022         | 4. Nov. 2022                          | Birgitte Stærmose | Mickey Down, Konrad Kay |
| 10         | 2         | Ankerlos          | The Giant Squid            | 8. Aug. 2022         | 4. Nov. 2022                          | Birgitte Stærmose | Mickey Down, Konrad Kay |
| 11         | 3         | Jeder gegen jeden | The Fool                   | 15. Aug. 2022        | 11. Nov. 2022                         | Isabella Eklöf    | Matthew Barry           |
| 12         | 4         | Revierkämpfe      | There Are Some Women…      | 22. Aug. 2022        | 11. Nov. 2022                         | Isabella Eklöf    | Zara Meerza             |
| 13         | 5         | Berlin            | Kitchen Season             | 29. Aug. 2022        | 18. Nov. 2022                         | Caleb Femi        | Mickey Down, Konrad Kay |
| 14         | 5         | Kursschwankungen  | Short to the Point of Pain | 5. Sep. 2022         | 18. Nov. 2022                         | Caleb Femi        | Joseph Charlton         |
| 15         | 7         | Moralapostel      | Lone Wolf and Cub          | 12. Sep. 2022        | 25. Nov. 2022                         | Isabella Eklöf    | Mickey Down, Konrad Kay |
| 16         | 8         | Jerusalem         | Jerusalem                  | 19. Sep. 2022        | 25. Nov. 2022                         | Isabella Eklöf    | Mickey Down, Konrad Kay |

### Staffel 3
| Nr. (ges.) | Nr. (St.) | Deutscher Titel | Originaltitel                         | Erstausstrahlung USA | Deutschsprachige Erstausstrahlung (D) | Regie                   | Drehbuch                |
| ---------- | --------- | --------------- | ------------------------------------- | -------------------- | ------------------------------------- | ----------------------- | ----------------------- |
| 17         | 1         | Börsengang      | Il Mattino ha L'Oro Bocca             | 11. Aug. 2024        | 30. Okt. 2024                         | Isabella Eklöf          | Mickey Down, Konrad Kay |
| 18         | 2         | Überbewertung   | Smoke and Mirrors                     | 18. Aug. 2024        | 30. Okt. 2024                         | Isabella Eklöf          | Mickey Down, Konrad Kay |
| 19         | 3         | Davos           | It                                    | 25. Aug. 2024        | 6. Nov. 2024                          | Zoé Wittock             | Mickey Down, Konrad Kay |
| 20         | 4         | Pechsträhne     | White Mischief                        | 1. Sep. 2024         | 6. Nov. 2024                          | Zoé Wittock             | Mickey Down, Konrad Kay |
| 21         | 5         | Sündenbock      | Company Man                           | 8. Sep. 2024         | 13. Nov. 2024                         | Isabella Eklöf          | Mickey Down, Konrad Kay |
| 22         | 6         | Verrat          | Nikki Beach, or: So Many Ways to Lose | 15. Sep. 2024        | 13. Nov. 2024                         | Isabella Eklöf          | Joe Charlton            |
| 23         | 7         | Notverkauf      | Useful Idiot                          | 22. Sep. 2024        | 20. Nov. 2024                         | Mickey Down, Konrad Kay | Mickey Down, Konrad Kay |
| 24         | 8         | Götterdämmerung | Infinite Largesse                     | 29. Sep. 2024        | 20. Nov. 2024                         | Mickey Down, Konrad Kay | Mickey Down, Konrad Kay |

## Rezeption
Marcus Kirzynowski vergab auf Fernsehserien.de 3,5 von fünf Sternen. Insgesamt erinnere das Ganze an eine Mischung aus Grey’s Anatomy und einer Bravo-Version von Mad Men. Die Serie sei leidlich unterhaltsam und gefällig inszeniert, habe aber auch ziemliche Längen. Was fehle, sei eine halbwegs originelle Idee, eine faszinierende Figur oder ein Alleinstellungsmerkmal.
In den englischsprachigen Medien fand die Serie einen positiven Widerhall, was sich bei Rotten Tomatoes in einer Positivquote von 90 Prozent niederschlägt (Stand Oktober 2024).

## Auszeichnungen und Nominierungen
Critics’ Choice Television Awards 2025
- Nominierung in der Kategorie Beste Dramaserie[14]